# Aelrun Goette
Aelrun Goette, née le 6 juillet 1966 à Berlin-Est (Allemagne), est une réalisatrice de documentaires et de longs métrages allemande.

## Filmographie

### Comme actrice
- 1994 : Au rythme de la vie (Gute Zeiten, schlechte Zeiten) (feuilleton)

### Comme réalisatrice
- 1997 : Ohne Bewährung - Psychogramm einer Mörderin
- 1999 : Zug der Wünsche
- 2002 : Feldtagebuch – Allein unter Männern (de)
- 2003 : Die Kinder sind tot (de)
- 2005 : Un cœur sous la glace (de) (Unter dem Eis)
- 2008 : Tatort (série télévisée, 1 épisode)
- 2009 : T'en fais pas (de) (Keine Angst)
- 2011 : Double jeu (Unter Verdacht, série télévisée, 1 épisode)
- 2012 : Sans raison aucune (Ein Jahr nach morgen )
- 2016 : Tatort (série télévisée, 1 épisode)
- 2016 : Im Zweifel (de)
- 2017 : Atempause
- 2022 : Dans un pays qui n'existe plus (In einem Land, das es nicht mehr gibt)

### Comme scénariste
- 1997 : Ohne Bewährung - Psychogramm einer Mörderin
- 1999 : Zug der Wünsche
- 2002 : Feldtagebuch – Allein unter Männern (de)
- 2003 : Die Kinder sind tot (de)
- 2011 : Double jeu (Unter Verdacht, série télévisée, 1 épisode)
- 2012 : Sans raison aucune (Ein Jahr nach morgen )
- 2016 : Tatort (série télévisée, 1 épisode)

## Récompenses et distinctions
- (en) Aelrun Goette: Awards, sur l'Internet Movie Database